# سفارة مولدوفا في لندن

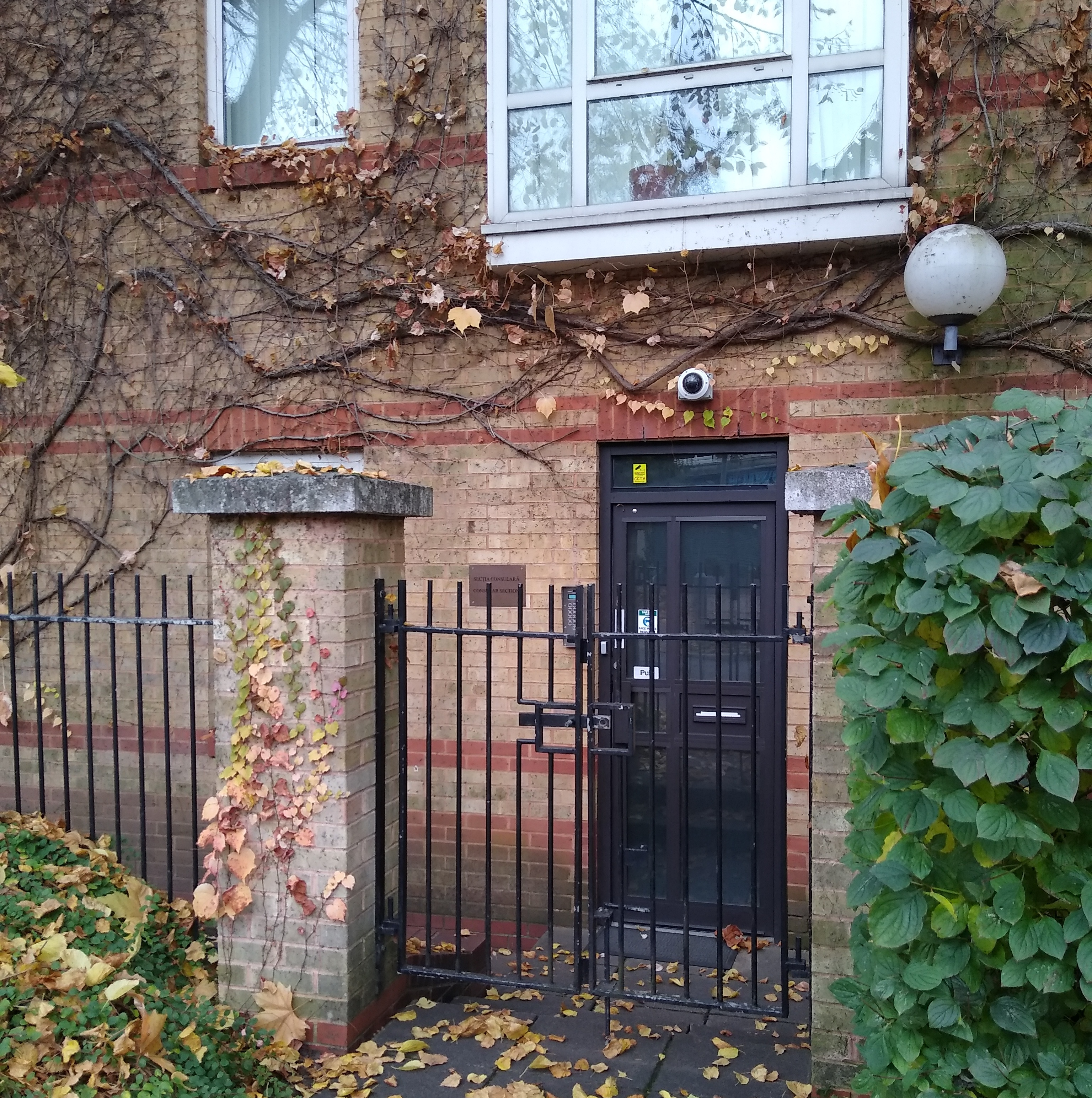
جانب القنصلية

سفارة مولدوفا في لندن هي البعثة الدبلوماسية لمولدوفا في المملكة المتحدة.  وهي بعيدة كل البعد عن البعثات الدبلوماسية الأخرى في لندن، حيث تقع في ضاحية تشيسويك في غرب لندن.

## قائمة السفراء
|   | اسم                | شرط  | شرط  |
| - | ------------------ | ---- | ---- |
| 1 | تيودور بوتنارو     | 1995 | 1997 |
| 2 | أيون كوبوني        | 1999 | 2002 |
| 3 | ميهاي بوبوف        | 2003 | 2004 |
| 4 | ماريانا دورليتيانو | 2004 | 2008 |
| 5 | ناتاليا سولكان     | 2008 | 2009 |
| 6 | يوليان فرونتاو     | 2011 | 2016 |
| 7 | أنجيلا بونوماريوف  | 2018 | 2022 |

## أنظر أيضا
- العلاقات بين مولدوفا والمملكة المتحدة

## روابط خارجية
- موقع رسمي